# Hrunamannahreppur
Hrunamannahreppur é um município na Islândia. Em 2021 tinha uma população estimada em 822 habitantes.